# Conservatorio Real de Bruselas
El Conservatorio real de Bruselas —surgido a partir de una escuela de canto establecida desde 1813 bajo el Imperio napoleónico en Bruselas, después de una École royale de Musique instituida en 1826 por Guillermo I de los Países Bajos— data oficialemente de 1832 y es desde entonces la más alta escuela musical y teatral de Bélgica, gracias a personalidades como François-Joseph Fétis, su primer director, François-Auguste Gevaert o Joseph Jongen. 
Inicialmente instalado en el palacio de los Thurn y Tassis, los edificios que ocupa actualmente, cuentan con tres alas dispuestas en torno a un patio de honor, que son obra del arquitecto Jean-Pierre Cluysenaar y se edificaron entre 1872 y 1876.
En 1967, se produjo la escisión en dos instituciones lingüísticas autónomas, el «Conservatoire royal de Bruxelles» (francés) actualmente dirigido por Frédéric de Roos y el «Koninklijk Conservatorium Brussel» (neerlandés) dirigido por Peter Swinnen. Ambas instituciones se reparten los edificios y trabajan conjuntamente. La sección neerlandesa también enseña en Inglés.
El Real Conservatorio de Bruselas tiene una rica biblioteca de música. Esta biblioteca contiene aproximadamente 250.000 partituras y libros de música, musicología y pedagogía musical, y una pequeña colección de grabaciones (en su mayoría de vinilo). La biblioteca está abierta al público. Hoy en día, a pesar de los conservatorios flamenca y francesa ambas iguales recursos para invertir en la biblioteca, la gran mayoría del trabajo real se realiza por el ala flamenca, incluyendo el desarrollo del catálogo en línea.
Con profesores de gran renombre, muchos de sus alumnos han llegado a tener una gran notoriedad.